# Еріх фон Денікен
Е́ріх фон Де́нікен (нім. Erich von Daniken; *14 квітня 1935, Цофінген, Швейцарія) — швейцарський письменник, уфолог, кінорежисер; один з найвідоміших і найвпливовіших ідеологів гіпотези палеоконтактів.

## Життєпис
Еріх фон Денікен народився в Цофінгені, Ааргау (Швейцарія). Ріс у римокатолицькій родині, відвідував Міжнародну католицьку школу Сен-Мішель у Фрібурзі. Під час навчання в школі зацікавився астрономією та НЛО. Еріх заперечував церковні тлумачення Біблії та бунтував проти суворого батька. У віці 19 років його засудили до чотирьох місяців умовно за крадіжку. За висновком психіатра, Еріх мав «тенденцію брехати». Батько влаштував Еріха навчався у швейцарського готельєра, з яким той переїхав згодом до Єгипту. Перебуваючи в Єгипті, він був залучений до ювелірної угоди, через яку, по поверненню до Швейцарії, був звинувачений у шахрайстві та розтраті коштів. Під час ув'язнення, що за цим послідувало, як стверджував фон Денікен, у нього були видіння.
Після звільнення фон Денікен став менеджером готелю «Rosenhügel» в Давосі, Швейцарія. В цей час він написав книгу «Колісниці богів?». Проєкт книги було відхилено кількома видавцями, поки книгу не переписав Утц Утерман під псевдонім Вільгельм Роггерсдорф — автор нацистських бестселерів. Успіх книги, що вийшла друком у 1968 році, переконав фон Денікена ґрунтовно зайнятися письменництвом. У листопаді 1968 року фон Денікена заарештували за шахрайство з готельними записами і кредитними довідками, за які Еріх отримав позику в 130 тис. доларів США. Ці гроші він використав на закордонні подорожі для збору матеріалу до своєї книги.
Через два роки фон Денікен був засуджений знову за «неодноразові та тривалі» розтрати, шахрайство та підробки, і суд постановив, що письменник вів «плейбойський» спосіб життя. Він безуспішно апелював до того, що його наміри не були зловмисними і 13 лютого 1970 року його засудили до трьох з половиною років позбавлення волі, з яких відсидів один, а також штрафу в 3 тис.франків. Виторг за «Колісниці богів?» дозволив повернути борги та залишити готельний бізнес. Свою другу книгу «Боги з відкритого космосу» фон Денікен написав у в'язниці.
У 1970 популярність Еріха фон Денікена зросла ще більше завдяки науково-популярному фільму «Спогади про майбутнє» Гаральда Райнля, знятому на основі «Колісниці богів?». За ним у 1972 році послідувала коротша версія, відредагована для телебачення ABC, під назвою «У пошуках стародавніх астронавтів» та «У пошуках стародавніх таємниць» 1973 року. Обидва вів творець серіалу «Сутінкова зона» Род Серлінг. У цих фільмах Серлінг створив Еріху фон Денікену образ дослідника-авантюриста, що «об'їздив усі куточки світу, збираючи докази на підтримку своєї теорії».
У 1998 році він започаткував Асоціацію досліджень з археології, астронавтики та проблем SETI.
У 2003 році фон Денікен відкрив у Швейцарії тематичний парк, у якому демонстрував різні «таємниці світу», за його припущеням сховані під стародавніми монументами.

## Головні ідеї
На думку Еріха фон Денікена, міфи стародавніх народів про богів і героїв описують відвідання Землі інопланетянами. За оцінками фон Денікена, це сталося між 40 тис. і 10 тис. років до н. е. Розвиток науки й техніки наближає людину до освоєння космосу та міжзоряних подорожей, і тим самим дозволяє впізнавати в переказах і зображеннях давнини відображення діяльності інших розумних істот. Чудеса, описані в стародавніх текстах, зокрема в Старому Завіті та «Магабгараті», фон Денікен пояснював як описи роботи інопланетних пристроїв, які використовувалися самими інопланетянами, або людьми в пізніші часи. Поступово їхній образ інтегрувався до релігійної архітектури та образів богів і героїв. Еріх фон Денікен стверджував, що людство було значно розвиненішим, ніж широко вважається, але деградувало до кам'яної доби внаслідок певної війни між інопланетянами, в якій застосовувалася атомна та інша зброя масового ураження.

## Доробок

### Публіцистика
- Спогади про майбутнє (Erinnerungen an die Zukunft, 1968, доповнене видання вийшло в 1992), в англомовному перекладі «Колісниці богів?» (Chariots of the Gods?,1969)
- Назад до зірок: аргументи неможливого (Zurück zu den Sternen: Argumente für das Unmögliche, 1969)
- Повернення до зірок (Return to the Stars, 1970)
- Боги з відкритого космосу (Gods from Outer Space,1972; репринт «Повернення до зірок»)
- Сівба та космос. Сліди і плани інопланетних розумів (Aussaat und Kosmos. Spuren und Pläne außerirdischer Intelligenzen, 1972)
- Дива богів: критичний погляд на надприродне (Miracles of the Gods: A Hard Look at the Supernatural, 1975)
- У пошуках стародавніх богів: мої живописні докази неможливого (In Search of Ancient Gods: My Pictorial Evidence for the Impossible, 1976)
- Згідно з доказами (According to the Evidence, 1977)
- Знаки богів (Signs of the Gods 1980)
- Камені Кірибаті: шляхи до богів (The Stones of Kiribati: Pathways to the Gods, 1982)
- Стратегія богів: восьме чудо світу (Strategie der Götter: Das Achte Weltwunder, 1982)
- Боги та їхній великий дизайн: вісім чудес світу (The Gods and their Grand Design: The Eighth Wonder of the World, 1984)
- День, коли прийшли боги (Der Tag an dem die Götter kamen, 1984)
- Я помиляюся? (Habe ich mich geirrt?, 1985)
- Ми всі діти богів (Wir alle sind Kinder der Götter, 1987)
- Очі Сфінкса (Die Augen der Sphinx, 1989)
- Сліди інопланетян (Die Spuren der Ausserirdischen, 1990)
- Кам'яна доба була зовсім іншою (Die Steinzeit war ganz anders, 1991)
- Інопланетяни в Єгипті (Ausserirdische in Ägypten, 1991)
- Потрясіння богів (Der Götter-Schock, 1992)
- Космічні подорожі в стародавньому світі (Raumfahrt im Altertum, 1993)
- Слідами Всевишнього (Auf den Spuren der Allmächtigen, 1993)
- Повідомлення і знаки Всесвіту (Botschaften und Zeichen aus dem Universum, 1994)
- Очі Сфінкса: найновіші докази позаземних контактів (The Eyes of the Sphinx: The Newest Evidence of Extraterrestrial Contact, 1996)
- Повернення богів: Докази позаземних відвідувань (The Return of the Gods: Evidence of Extraterrestrial Visitations, 1998)
- Прибуття богів: відкриття місць приземлень інопланетян у Насці (Arrival of the Gods: Revealing the Alien Landing Sites of Nazca, 1998)
- Боги були астронавтами: докази справжньої сутності давніх «богів» (The Gods Were Astronauts: Evidence of the True Identities of the Old «Gods», 2001)
- В ім'я Зевса (Im Name von Zeus, 2001)
- Одіссея богів: інопланетні історії стародавньої Греції (Odyssey of the Gods: An Alien History of Ancient Greece, 2002)
- Історія помиляється (History Is Wrong, 2009)
- Сутінки богів (Götterdämmerung, 2009)
- Докази богів (Evidence of the Gods, 2010)
- Вітання з кам'яної доби: не хочеш вірити, подивись! (Grüße aus der Steinzeit: Wer nicht glauben will, soll sehen!, 2010)
- Сутінки богів: календар майя та повернення інопланетян (Twilight of the Gods: The Mayan Calendar and the Return of the Extraterrestrials, 2010)
- Що не так із землею майя?: приховані технології в храмах і скульптурах (Was ist falsch im Maya-Land?: Versteckte Technologien in Tempeln und Skulpturen, 2011)
- Томі та планета брехні (Tomy and the Planet of Lies, 2012)
- Останки богів: візуальний тур по інопланетному впливу в Єгипті, Іспанії, Франції, Туреччині та Італії (Remnants of the Gods: A Visual Tour of Alien Influence in Egypt, Spain, France, Turkey, and Italy, 2013)
- Те, що я тримав у таємниці десятиліттями (Was ich jahrzehntelang verschwiegen habe, 2015)
- Боги ніколи нас не покидали (The Gods Never Left Us, 2018)
- Очевидець богів (Eyewitness to the Gods, 2019)
- Війна богів (War of the Gods, 2020)
- Сповідь єгиптолога: втрачені бібліотеки, зниклі лабіринти та вражаюча правда під пірамідами Саккари (Confessions of an Egyptologist: Lost Libraries, Vanished Labyrinths & the Astonishing Truth Under the Saqqara Pyramids, 2021)

### Комікси
- Висадка в Андах (Landung in den Anden, 1978)
- Атлантида — експерименти з людьми і монстрами (Atlantis — Experimente mit Menschen und Monstern, 1978)
- Війна вогняних колісниць — Звіт про вторгнення (Krieg der Feuerwagen — Report einer Invasion, 1978)
- Повстання титанів (Revolte der Titanen, 1978)
- Падіння Атлантиди — Помста богів (Der Untergang von Atlantis — Die Rache der Götter, 1978)
- Коли загинули Содом і Гоморра (Als Sodom und Gomorrha starben, 1978)
- Таємниця піраміди (Das Geheimnis der Pyramide, 1982)
- Коли сонце спинилося (Als die Sonne still stand, 1982)

### Фільми
- Спогади про майбутнє / Колісниці богів (Erinnerungen an die Zukunft / Chariots of the Gods, 1970) — науково-популярний фільм Гаральда Райнля, заснований на однойменній книзі фон Денікена.
- З Еріхом фон Денікеном у Перу (Mit Erich von Däniken in Peru, 1972).
- Шляхи богів (Auf den Spuren der All-Mächtigen, 1993) — телесеріал з 25-и епізодів..

## Критика
Згідно з журналом «Playboy», якому фон Денікен давав інтерв'ю в 1974 році, «Найм'якше, що я можу сказати про фон Денікена, це те, що він ігнорує археологічну науку. Щоразу, коли він бачить щось, чого не може зрозуміти, то приписує це позаземному розуму, а оскільки він не розуміє майже нічого, то бачить докази позаземного розуму по всій планеті».
«Словник скептика» Рональда Тодда Керрола вказує, що Еріх фон Денікен описував стародавні народи як дикі, неосвічені, безкультурні — в цілому нездатні до науки, високого мистецтва, і що всі свої здобутки вони нібито запозичили в інопланетян. Однак, спостереження за сучасними примітивними народами засвідчує, що вони здатні зводити вражаючі монументи за допомогою лише мотузок і важелів. Щойно випадає нагода пояснити існування якого-небудь стародавнього артефакта втручанням інопланетян, Еріх фон Денікен користується нею, ігноруючи релігійний чи історичний контекст.
Гай Гаррісон, американський письменник книг із критичного мислення, писав, що віра в палеоконтакти, яку суттєво підживив фон Денікен, спотворює та применшує історію людства. «Анатомічно сучасна людина існує вже понад 300 000 років. Це означає, що людський мозок, з його величезною здатністю аналізувати, вирішувати проблеми та уявляти, вже довго робить чудові речі».
Карл Саган називав книгу фон Денікена «Колісниці богів» взірцем відсутності критичного мислення: «Я не знаю жодної іншої недавньої книги, настільки пронизаної логічними та фактичними помилками, як роботи фон Денікена».
Антон Первушин вказував на те, що фон Денікен почав писати в часи розквіту космонавтики і тоді багатьом здавалося, що освоєння космосу відбуватиметься високими темпами завжди. Через це поява фантастичних технологій, пропонованих фон Денікеном (як-от фотонні ракети, анабіоз), здавалася цілком реальною вже до кінця століття. Проте в цьому і головна слабкість його книг: фон Денікен вдавав із себе науковця, та насправді брав матеріал не з науки, а з наукової фантастики.
На думку американської професорки історії Сари Бонд, Еріх фон Денікен вивів гіпотезу палеоконтакту на новий рівень, зробивши її популярною. Водночас ідеї фон Денікена принижують досягнення неєвропейських народів, ігноруючи їхні досягнення та пропонуючи натомість появу майстерно зроблених споруд чи зображень інопланетним втручанням. Тим самим фон Денікен просуває думку, нібито тільки європейці («білі») здатні до самостійного розвитку.

## Вплив
Гіпотеза фон Денікена про палеоконтакти надихнула Джека Кірбі на створення серії коміксів про супергероїв Вічних, яка почала видаватися в 1976 році.
Фільм «Спогади про майбутнє» та його наслідування сприяли появі інформаційно-розважального серіалу «У пошуках…» (1977—1982), який вів Леонард Німой, про різні аспекти паранормальних явищ та інших таємниць.
В СРСР книги Денікена критикувалися та не видавалися, та попри це фільм «Спогади про майбутнє» вийшов у широкий прокат. Перший переклад праць автора українською відбувся в журналі «Всесвіт» у 1988 році, це були уривки з «Каменів Кірибаті». Сам Денікен вважав, що в СРСР активно шукають сліди палеоконтактів, але ця діяльність засекречена.